# Andrea Micheletti
Andrea Micheletti (Gallarate, 22 luglio 1991) è un canottiere italiano.
Nel 2016 ha partecipato ai Giochi olimpici di  Rio de Janeiro nel duo di coppia pesi leggeri con Marcello Miani concludendo la finale in ottava posizione.

## Palmarès
- Mondiali

Plovdiv 2018: argento 4 di coppia pesi leggeri
- Europei

Glasgow 2018: oro nel 4 di coppia pesi leggeril.